# Plaça Major (Artés)
La Plaça Major és una obra del municipi d'Artés (Bages) inclosa en l'Inventari del Patrimoni Arquitectònic de Catalunya.

## Descripció
Es tracta de la plaça de l'antic nucli històric de la vila d'Artés. Situada a la part més elevada del nucli urbà ocupa un ampli espai rectangular obert al sector de tramuntana per les restes de l'església de Santa Maria i el gran desnivell formant pel primer recinte de muralles de l'antic castell d'Artés existent parcialment en l'interior d'una masia que flanqueja la plaça al sector de migdia. L'actual condicionament ha estat obra de l'ajuntament de la vila i de la Generalitat de Catalunya amb un projecte de l'arquitecte Antoni Cortina i Miquel. A Prunés, arquitectes municipals autors del projecte. Amb aquesta remodelació s'ha dissenyat un passeig exterior de ronda a les muralles i reconstruint plenament aquestes muralles. S'ha reproduït també l'espai que ocupava l'antiga església.

## Història
La plaça Vella o Major d'Artés va mantenir-se inalterable fins que l'any 1914 les autoritats de l'època van manar enderrocar la planta de l'església de Santa Maria, al·legant un dubtós estat de ruïna; uns anys abans de la guerra civil es va construir un depòsit circular d'aigua potable al mig de la plaça i l'any 1972 se'n va construir un altre de rectangular aper tal d'abastir a les creixents necessitats d'aigua de la vila. Amb totes aquestes obres quedà totalment alterada i degradada la unitat històrica i artística de la plaça, recuperada ara gràcies a les creixents restauracions i actuacions.